# آندرئا گرندنه
آندرئا گرندنه (ایتالیایی: Andrea Grendene؛ زادهٔ ۴ ژوئیهٔ ۱۹۸۶) دوچرخه‌سوار اهل ایتالیا است.